# Veaunes
Veaunes ist eine Ortschaft und eine Commune déléguée in der französischen Gemeinde Mercurol-Veaunes mit 452 Einwohnern (Stand 1. Januar 2022) im Département Drôme in der Region Rhône-Alpes. 
Sie wurde mit Wirkung vom 1. Januar 2016 mit der früheren Gemeinde Mercurol fusioniert und zur Commune nouvelle Mercurol-Veaunes in der ebenso neuen Region Auvergne-Rhône-Alpes zusammengelegt. Sie gehörte zum Arrondissement Valence und zum Kanton Tain-l’Hermitage. 

## Geographie
Veaunes liegt etwa 17 Kilometer nordnordöstlich von Valence.

## Bevölkerungsentwicklung
| 1962                      | 1968 | 1975 | 1982 | 1990 | 1999 | 2006 | 2013 |
| ------------------------- | ---- | ---- | ---- | ---- | ---- | ---- | ---- |
| 175                       | 149  | 118  | 134  | 193  | 220  | 260  | 293  |
| Quelle: Cassini und INSEE |      |      |      |      |      |      |      |

## Sehenswürdigkeiten
- Schloss Veaunes aus dem 17./18. Jahrhundert